# KV4
Pour les articles homonymes, voir KV4 (homonymie).
Situé dans la vallée des Rois, dans la nécropole thébaine sur la rive ouest du Nil face à Louxor, KV 4 est sans doute le tombeau du pharaon Ramsès XI de la XXe dynastie, mais il n'est pas certain qu'il l'ait utilisé.
En effet, de nombreux indices suggèrent que sa construction a été abandonnée et que l'hypogée n'a jamais été utilisé pour l'inhumation de ce pharaon. La raison étant probablement les troubles importants qui eurent lieu au cours de son règne. Il semble également probable que Pinedjem Ier a usurpé cet hypogée pour son propre usage, mais que lui aussi abandonna finalement son projet.
La tombe KV4 est connue pour être la dernière tombe royale creusée dans la vallée des Rois. Elle a servi d'atelier pour remmailloter les momies royales avant de les cacher hors de la nécropole royale au début de la Troisième Période intermédiaire pour mieux les protéger des pillards.
Ainsi, cette tombe clôt la période du Nouvel Empire.
C'est l'un des onze tombeaux connus et ouvert depuis l'Antiquité.

## Description
KV4 est situé sur le premier oued secondaire situé au sud-est en entrant dans la vallée. Le tombeau est à côté de la tombe KV46 et de la KV3. Il a été creusé à la base de la colline attenante. Son plan s'organise selon un axe rectiligne traditionnel chez les tombes des pharaons de la XXe dynastie. Autour de cet axe s'organisent plusieurs corridors successifs faiblement inclinés.
Ses dimensions sont grandes car elle s'enfonce sous 104 mètres de profondeur. La tombe comprend une entrée (A), suivie par trois autres corridors (B), (C) et (D) en pente douce qui mènent vers une antichambre (E). Puis, une rampe mène à un petit corridor (G) qui aboutit à la chambre hypostyle (F), et enfin de la chambre funéraire (J). Cette dernière est inachevée et est voûtée. Elle a, en son centre, un puits profond de 12,5 m. Des dépôts de fondation datant du règne de Ramsès XI prouvent que ce puits, inhabituel dans une chambre funéraire, faisait bien partie du plan original de la tombe et était destiné à recevoir sans doute le sarcophage en pierre du pharaon.
De manière plus détaillée, elle dispose : 
- Une entrée (A) de 12,14 m sur 3,96 m. La rampe de cette porte d'entrée n'a aucune décoration, ce qui est classique dans la vallée des Rois. Elle passe au-dessous d'un saillant rocheux près de la porte (B). Elle n'a pas de plafond et par conséquent est à ciel ouvert. Ses parois latérales ont été plâtrées. Un revêtement moderne a été rajouté par le Conseil suprême des Antiquités égyptiennes au-dessus des murs latéraux et au début de la rampe. Structurellement, cette rampe est instable. En effet, il y a une faille verticale à travers le saillant rocheux qui se prolonge sur le côté nord de la porte d'entrée. Une partie du saillant est d'ailleurs tombée. Il y a également eu un déplacement vertical de la roche sans doute lié à un séisme. Une fente horizontale sur le bord inférieur externe du saillant est également visible. Des trous des deux côtés de l'entrée indiquent qu'une poutre devait avoir été insérée pour tenter de consolider et d'étayer le reste du saillant.
- Le couloir (B) fait 15,2 m sur 3,3 m de large et pour 4,15 m de haut. Le couloir est fragilisé par deux grandes fissures verticales dans les parois latérales.
- Le couloir (C) mesure 12,56 m sur 3,24 m de large pour 3,96 m de haut. Deux niches horizontales rectangulaires sont creusées dans les murs au début de ce couloir en pente. Certains dommages aux parois sont dus à ces creusement et se situent justement en dessous de ces niches. Le couloir n'a aucune décoration.
- Le couloir (D) a pour dimension 12,48 m sur 3,2 m de large pour 3,97 m de haut. Le couloir n'a aucune décoration sur ses murs.
- Une antichambre (E) mesure 4,6 m sur 4,46 m de large et 3,67 m de haut. Elle non plus n'a aucune décoration. Elle est grossièrement taillée et son sol est inégal, signe d'une ébauche d'un puits.
- Une chambre hypostyle (F) fait 11 m de long sur 8,3 m de large pour 3,57 m de haut. Cette chambre est bien plus étroite que celles des autres chambres hypostyles présentes de la vallée. Son excavation n'a pas été achevée. Les quatre piliers mesurent 1,45 m de côté ce qui est plus gros que la moyenne. Mais eux aussi n'ont été que partiellement sculptés. Une pente abrupte s'amorce dès l'entrée de la chambre et mène vers le couloir (G). La rampe fait 13,5 m de long sur 3,12 m de large et son plafond atteint 3,6 m. Sa pente est inégale car elle diminue à partir de la seconde paire de piliers, puis augmente à nouveau après son passage sous la paroi est. Il y a des dommages et des fissures sur le côté nord entre les piliers.
- Le corridor (G) mesure 4,78 m de long sur 3,14 m de large pour 3,97 m de haut. Ce petit couloir est également inachevé et sans décoration. Le mur sud et nord sont endommagés par une faille qui court en diagonale à travers le couloir.
- La chambre funéraire hypostyle (J) fait 12,5 m de long sur 11,3 m de large pour 5 m de haut. Quatre piliers occupent cette chambre funéraire. Ces piliers sont très particuliers car ils ne sont pas carrés comme le veut la tradition mais rectangulaires. Ils mesurent en effet autour de 2,2 m de large. Les piliers avant sont très endommagés et une partie de la voûte qu'ils soutenaient s'est effondrée. Le plafond est voûté et un puits profond descend du centre du plancher. La chambre n'a aucune décoration non plus. Au fond, le creusement n'est pas terminé. On distingue un début de prolongement d'un autre couloir (H) mais le chantier a finalement été stoppé et ce dernier ne sera finalement qu'à peine esquissé.
- Le puits (H) fait 12,5 m de profondeur. Il est probable qu'il abritait le sarcophage.

Le tombeau est complètement creusé mais n'a été ni poli ni décoré. Cela corrobore le fait que la tombe a été abandonnée bien avant la mort du roi. L'absence d'un sarcophage extérieur en pierre niché dans la fosse de dix mètres de profondeur corrobore ceci.

## Décoration
En raison du fait qu'il a été abandonné avant d'être achevé, KV4 a très peu de scènes décoratives, et aucune d'entre elles n'est complètement terminée comme la chambre voûtée (F) et la chambre funéraire (J).
Les seules pièces disposant de décor est l'entrée du premier corridor (B) et sur le linteau et les jambages de la porte extérieure.
Dans le couloir (B), on a des esquisses préliminaires à l'encre rouge sur les murs dessinés sur une épaisse couche de plâtre jaunâtre. Une partie de cette décoration était déjà endommagée durant l'antiquité. Mais elle a été ensuite restaurée par le pharaon Pinedjem Ier qui a remplacé le nom de Ramsès XI avec sa propre titulature sur ces scènes restaurées.
On y voit le pharaon accompagné par les dieux comme Amon-Rê-Horakhty, Maât, Mertseger et les quatre têtes d'Horus-Horemakhet. Ce sont des divinités que l'on retrouve fréquemment dans le livre des Litanies de Rê, très utilisé à l'époque de la XXe dynastie.
Une partie de cette scène a été perdue lorsque le plâtre sur lequel elle a été peinte s'est effrité. Il a été alors remplacé par une version plus récente sous Pinedjem Ier, le grand prêtre d'Amon, qui substitua ses propres noms et titres.
En raison de son libre accès depuis l'antiquité, on trouve une très grande quantité de graffiti de toutes époques, écrits en démotique, grec ancien, latin, copte, français et anglais. La rampe (A) possède ainsi un graffiti en démotique, six en copte, quatorze en grec. Le couloir (B), quant à lui, a deux graffitis en démotique, trois en copte et quarante-deux en grec.

## Histoire
L'hypogée KV 4 est probablement le tombeau qui fut percé à l'origine pour le pharaon Ramsès XI de la XXe dynastie car la décoration des corridors et les dépôts de fondations retrouvés dans le puits le prouvent. Mais la tombe a été ensuite abandonnée au profit d'un autre emplacement qui n'a pas été retrouvé (peut-être à Memphis, Tanis ou Pi-Ramsès), en tout cas il devrait être enterré dans la Basse-Égypte au vu des troubles qui survinrent lors de son règne.
En effet, durant son règne, une guerre civile s'ouvre entre le pouvoir royal basée à Pi-Ramsès dans le delta du Nil, le vice-roi de Nubie et le grand prêtre d'Amon à Thèbes. Cela débouche sur une scission de la Basse-Égypte et de la Haute-Égypte, marquant la fin du Nouvel Empire et le début de la Troisième Période intermédiaire. À cette époque, Ramsès XI délaisse le pouvoir au grand-prêtre Hérihor. De plus, la communauté des bâtisseurs de tombeaux de la vallée des Rois de Deir el-Médineh fut dissoute. Par conséquent, le KV4 constitue le dernier tombeau de la vallée des Rois.
Selon John Romer, le pharaon Pinedjem Ier a ensuite usurpé cet hypogée pour son propre usage, mais lui aussi abandonna finalement son projet. Cela est visible puisque Pinedjem Ier a inséré son cartouche dès le début de son règne sur la décoration de la tombe à la place de celui de Ramsès XI. Mais là encore ce projet a ensuite été abandonné. Il est probable qu'il soit lui aussi inhumé ailleurs, peut-être éventuellement dans la tombe TT320. Cette dernière a ensuite été également utilisée de cache pour enterrer de nombreuses momies royales du Nouvel Empire.
La tombe KV4 est donc célèbre pour être la dernière tombe royale fouillée dans la vallée des Rois.
Elle a ensuite été utilisée comme atelier lors du démantèlement officiel de la nécropole royale au début de la Troisième Période intermédiaire durant la XXIe dynastie. Il semble qu'on y aurait restauré l'équipement funéraire des autres tombes royales, plus particulièrement celui de Thoutmôsis Ier provenant de KV34, de Thoutmôsis III issu de KV38 et d'Hatchepsout extrait de KV20. Pour preuve, un lien est établi entre les fragments de gesso dorés trouvés dans KV4 et le cercueil de Thoutmôsis III qui a été trouvé dans la cache TT320. Ce cercueil a été soigneusement débarrassé de ses dorures précieuses durant l'antiquité et il se peut que cela ait été réalisé dans la KV4. Car le soin extrême à ne racler que les dorures tout en respectant le bois du sarcophage donne à penser que ce sont des prêtres et non des pilleurs qui œuvrèrent fastidieusement pour mieux protéger le cercueil en lui ôtant tout élément susceptible d'attirer l'avidité des pilleurs.
Il semble donc y avoir eu une politique officielle de transférer les momies royales de la vallée des Rois en retirant systématiquement toutes les matières précieuses afin de les rendre moins attrayantes pour les pillards.
Au cours de la période byzantine, la tombe ouverte a été utilisée par les coptes comme habitation.
KV4 est l'un des onze tombeaux connus et ouverts depuis l'antiquité. De nombreux graffiti de toutes les époques témoignent des très nombreuses visites reçues.

## Fouilles
La nomenclature de cet hypogée a varié au cours du temps. Elle a été successivement désignée comme le « IIe tombeau à l'est » par les savant de l'expédition d'Égypte, puis « Tombe 6 » par Champollion, « Tomb Q » par James Burton, « HL4 » par Robert Hay et « LL4 » par Karl Richard Lepsius avant d'acquérir définitivement son numéro actuel de KV4.
Pourtant il ne fut pas l'objet d'un grand intérêt archéologique car la plupart des archéologues estimait qu'il n'y avait plus rien à trouver dans cette tombe. Le tombeau fut cartographié pour la première fois en 1737/1738 par Richard Pococke. Délaissé, le tombeau fut même utilisé en 1923 lors des fouilles de la tombe KV62 par Howard Carter comme d'une salle à manger et d'un cellier avant qu'il n'emploie après la KV15.
Il a fallu attendre les fouilles menées par John Romer de 1978 à 1980 pour avoir la première étude sérieuse du site. Financé par le Brooklyn Museum, il a fait des trouvailles étonnantes qui transformèrent la vision archéologique de ce tombeau. En effet, il a pu retrouver du matériel funéraire issus de très nombreux souverains précédents. Ainsi, il a prouvé que les prêtres de la XXIIe dynastie tentèrent de sauver et protéger les momies royales de la nécropole des pillards et ont utilisé le KV4 comme d'un atelier de préparation de momies royales avant de les inhumer dans la fameuse cache TT320 à l'abri des voleurs.
Les fouilles menées par John Romer ont ainsi mis en lumière cinq groupes d'objets : 
- Des fragments d'objets provenant du tombeau KV62 de Toutânkhamon parmi les décombres. Cela est lié à l'usage fait par Howard Carter de la tombe KV4 comme salle à manger et cellier.
- Des preuves des activités coptes dans la tombe comme des tessons de poterie décorées de style byzantin et des pièces de cuivre.
- Des traces d'une intrusion à l'époque de la XXIIe dynastie pour une inhumation. On y a trouvé des os, des fragments de cartonnage et un cercueil partiel. Ces matériaux ont des traces de brûlures. Il est probable que KV4 a été profanée sans doute durant l'occupation copte de la tombe.
- Des restes fragmentaires de plusieurs sépultures royales du Nouvel Empire. On a retrouvé des fragments de gesso doré dont certains proviennent du cercueil royal de Thoutmôsis III. On a aussi des fragments de panneaux en bois qui sont liés stylistiquement avec des objets trouvés dans la tombe KV20 de Thoutmôsis Ier et d'Hatchepsout, et de la tombe KV35 d'Amenhotep II. Des fragments d'au moins un cercueil anthropoïde d'une femme datant de la XVIIIe dynastie (probablement issus du cercueil d'Hatchepsout) ont été découverts. Ainsi qu'un navire de faïence portant le nom d'Horus commun de Thoutmôsis Ier et de Ramsès II. De plus, on dispose des bases de statues en bois dont certaines portent les prénoms de Thoutmôsis III, des fragments d'un pied d'une oie en bois dont le reste a été retrouvée dans la tombe KV34 de Thoutmôsis IV ainsi que des ouchebtis appartenant à Ramsès IV.

La liste des fouilles est la suivante :
- 1737-1738 : Richard Pococke : Cartographie générale.
- 1799-1801 : Expédition d'Égypte de Bonaparte : Cartographie.
- 1825 : James Burton : Cartographie.
- 1826-1827 : Edward William Lane : Cartographie.
- 1844-1845 : Karl Richard Lepsius : Épigraphie.
- 1922-1923 : Howard Carter : Emploi temporaire de salle à manger.
- 1978-1980 : John Romer : Excavations et fouilles approfondies.
- 1979 : Mark Ciccarello : Épigraphie.

Il n'y a pas eu de réelle politique de conservation pour ce tombeau. Le Conseil suprême des Antiquités a récemment construit un mur pour aménager et protéger l'entrée de la tombe. On trouve aussi un générateur électrique diesel auxiliaire situé près de l'entrée de la tombe.
Il n'y a aucune preuve de dommages quelconque dus aux inondations dans KV4. Une réparation apparemment fort ancienne a été faite sur le bord inférieur de la porte d'entrée (A). Une grande fissure verticale y est présente. De grandes fissures dans les murs des couloirs ont entraîné la chute des plâtres et des décorations, en particulier dans les deux premiers couloirs (B) et (C).

## Photos

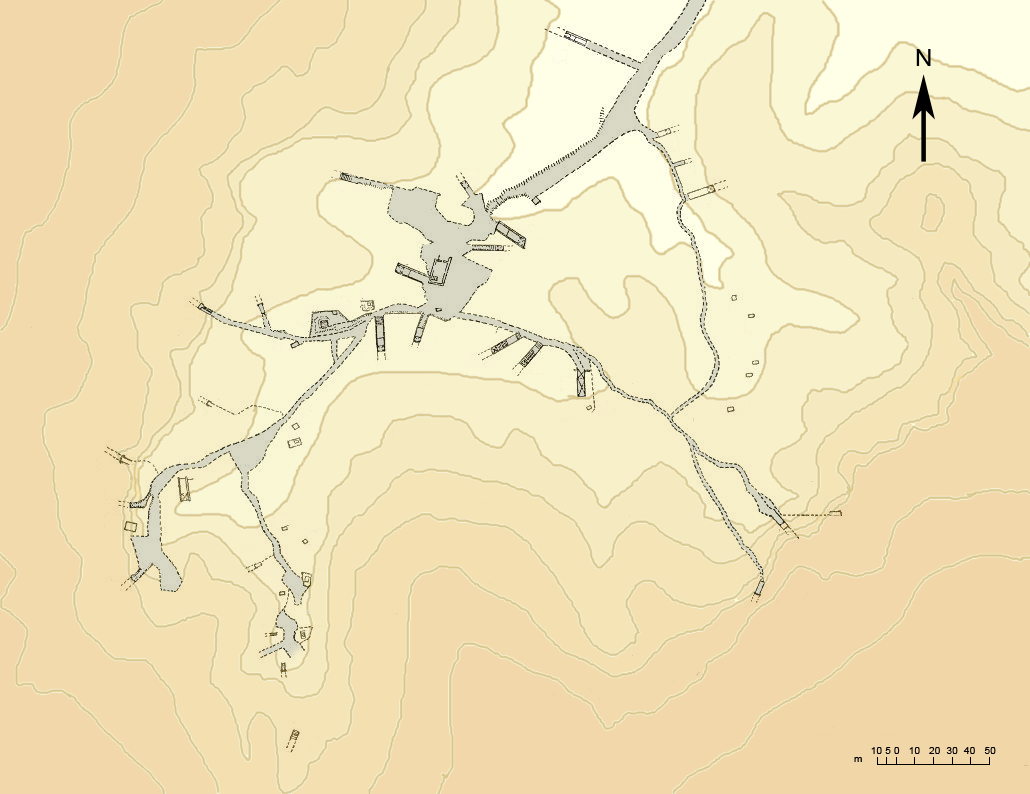
Plan de situation de la vallée des Rois.
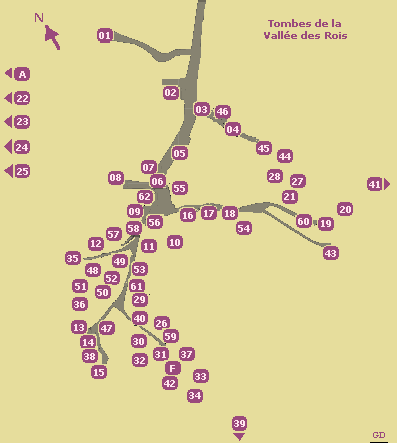
Localisation des tombeaux.
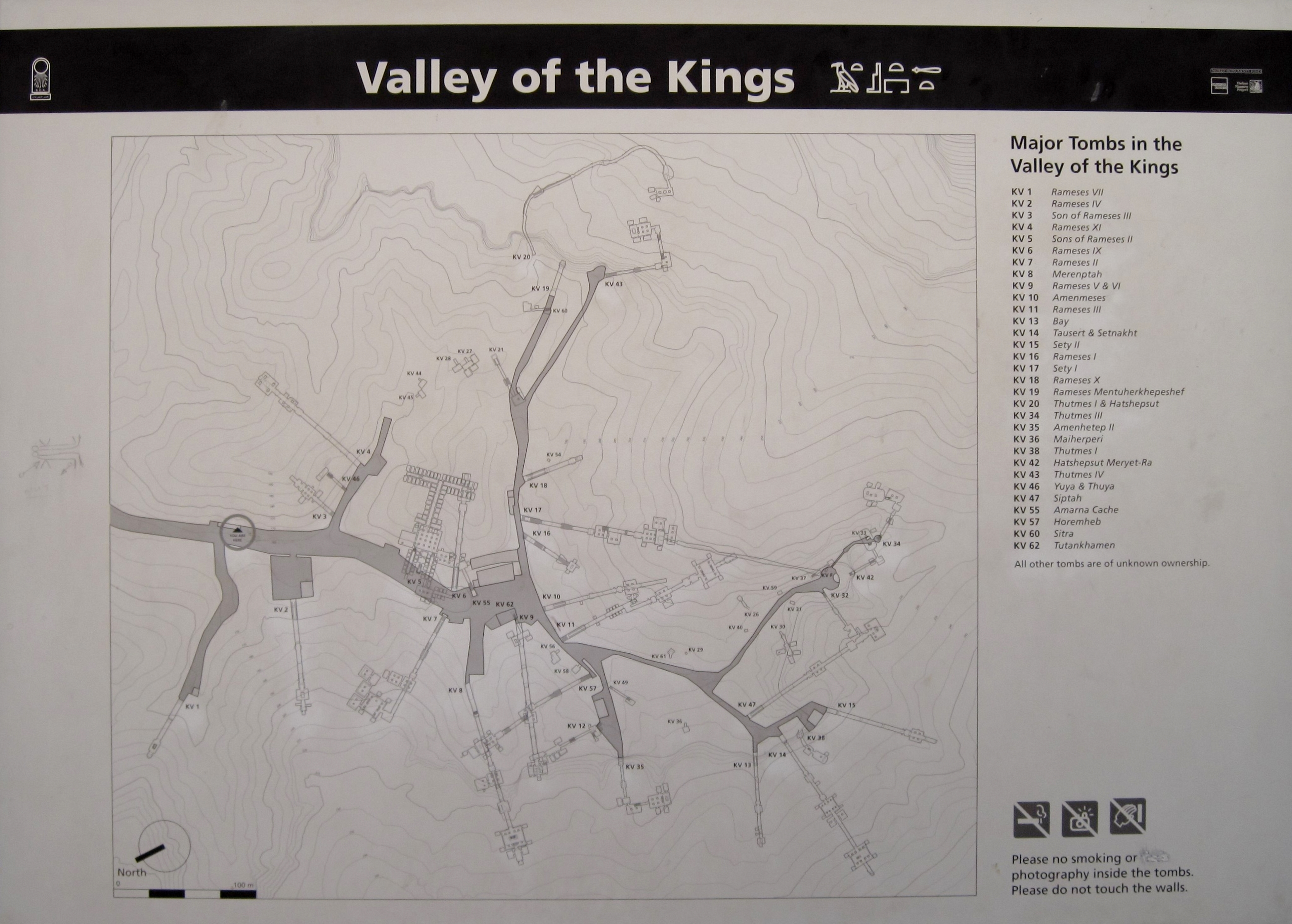
Carte détaillée de la vallée.